# چینجوفو-شوگون
چینجوفو-شوگون (به ژاپنی: 鎮守府将軍 Chinjufu-shōgun) به معنی تحت‌الفظی فرمانده کل قوای دفاع از شمال یک منصب ارتشی در دوران های کلاسیک، و همچنین فئودال ژاپن بود. چینجوفو-شوگون تحت فرمان شوگون (سی-ای-تای-شوگون) در درجه اول مسئولیت فرونشاندن مردمان  اِزُ ( اِبی‌سو) در شمال هونشو و هوکایدو و دفاع ژاپن در برابر آنها بود. این پست ابتدا در قرن هشتم(دوره نارا) ایجاد شد و یک منطقه نظامی یا چینجوفو به این منظور تأسیس شد.
منطقه نظامی و منصب چینجوفو-شوگون، در اوایل قرن چهاردهم از بین رفت.

## فرماندهان مطرح کل قوای دفاع از شمال
- اونو نو آزومابیتو (大野東人) (d. 742)
- اوتومو نو کومارو (大伴古麻呂) (d. 757)
- Fujiwara no Asakari (藤原朝狩) (d. 764)
- Tanaka no Ōtamaro (田中多太麻呂) (منصوب 769)
- Ishikawa no Natari (石川名足) (۷۲۸–۷۸۸)
- ساکانواوئه کاریتامارو (坂上苅田麿) (۷۲۸–۷۸۶)
- Saeki no Mino (佐伯三野) (d. 779)
- Ōtomo no Surugamaro (大伴駿河麻呂) (d. 776)
- Ki no Hirozumi (紀廣純) (منصوب 777)
- اوتومو نو یاکاموچی (大伴家持) (۷۱۸–۷۸۵)
- Kudara no konikishi syuntetsu (百済王俊哲) (منصوب 787)
- Tajihi no Umi (多治比宇美) (منصوب 787)
- Kudara no konikishi syuntetsu (百済王俊哲) (reمنصوب 798)
- ساکانواوئه نو تامورامارو (坂上田村麻呂) (۷۵۸–۸۱۱)
- Saeki no Mimimaro (佐伯耳麻呂) (منصوب 809)
- Mononobe no Taritsugu (物部足継) (منصوب 812)
- Mononobe no Kumai (物部熊猪) (منصوب 834)
- Sakanoue no Masamichi (坂上当道) (منصوب 859)
- Ono no Harukaze (小野春風) (منصوب 878)
- Abe no Mitora (安倍三寅) (منصوب 884)
- فوجیوارا نو توشی‌هیتو (藤原利仁) (منصوب 915)
- Fujiwara no Toshiyuki (藤原利行)
- تایرا نو کونیکا (平国香) (d. 935)
- تایرا نو یوشیکانه (平良兼) (مرگ 939)
- تایرا نو یوشیماسا (平良将)
- فوجیوارا نو هیده‌ساتو (藤原 秀郷) (قرن دهم)
- تایرا نو یوشیموچی (平良持) (مرگ ۹۳۵)
- تایرا نو ساداموری (平貞盛) (مرگ ۹۸۹)
- میناموتو نو تسونه‌موتو (源經基) (۸۹۴–۹۶۱)
- میناموتو نو میتسوناکا (源満仲) (۹۱۲–۹۹۷)
- میناموتو نو یورینوبو (源頼信) (۹۶۸–۱۰۴۸)
- آبه نو یوریتوکی (安倍頼時) (c. 1050)
- میناموتو نو یوری‌یوشی (源頼義) (۹۹۸–۱۰۸۲)
- میناموتو نو یوشی‌ایه (源義家) (۱۰۳۹–۱۱۰۶)
- فوجیوارا نو هیده‌هیرا (藤原 秀衡) (۱۱۲۲ – ۱۱۸۷)
- میناموتو نو یوشی‌شیگه (源義重) (۱۱۳۵–۱۲۰۲)
- کیتاباتاکه آکی‌ایه (北畠顕家) (۱۳۱۸–۱۳۳۸)
- آشیکاگا تاکااوجی (足利 尊氏) (۱۳۰۵–۱۳۵۸)
- آشی‌کاگا تادایوشی (足利直義) (۱۳۰۶–۱۳۵۲)